# Krika
Krika (Krivičica; lat. Anagallis), nekadašnji kozmopolitski biljni rod iz porodice Primulaceae ili jaglačevki, danas uklopljen u rod Lysimachia. Rod krika karakteriziraju sitni pravilni cvjetovi s 5 crvenih, modrih ili ružičastih latica duljih od lapova čaške. Imaju i pet prašnika i nadraslu plodnicu iz koje će nastat tobolac
Krika živi i u Hrvatskoj, vrsta Anagallis arvensis, gdje je poznato nekoliko podvrsta, poljska i modra krika, a narodnoj medicini se nekada koristila za liječenje više vrsta bolesti.
Kod nas takozvana odrezana krika koja se vodila pod sinonimnim znanstvenim nazivom Anagallis arvensis var. gentianea Beck, nije ništa drugo nego drugi naziv za modru kriku, Anagallis arvensis subsp. foemina (Mill.) Schinz & Thell..

## Sinonimi
- Anagallis aberdarica T. C. E. Fries = Lysimachia serpens subsp. meyeri-johannis (Engl.) comb. ined.
- Anagallis acuminata Welw. ex Schinz = Lysimachia acuminata (Welw. ex Schinz) U.Manns & Anderb.
- Anagallis alternifolia Cav. = Lysimachia alternifolia (Cav.) comb. ined.
- Anagallis alternifolia f. laxa R.Knuth = Lysimachia alternifolia (Cav.) comb. ined.
- Anagallis alternifolia var. angustifolia Phil. = Lysimachia alternifolia (Cav.) comb. ined.
- Anagallis alternifolia var. densifolia Hook. fil. = Lysimachia alternifolia (Cav.) comb. ined. var. repens (d'Urv.) comb. ined.
- Anagallis alternifolia var. minor R.Knuth = Lysimachia alternifolia (Cav.) comb. ined.
- Anagallis alternifolia var. parvula A.St.-Hil. & Girard = Lysimachia alternifolia (Cav.) comb. ined. var. repens (d'Urv.) comb. ined.
- Anagallis alternifolia var. repens (d'Urv.) Knuth = Lysimachia alternifolia (Cav.) comb. ined. var. repens (d'Urv.) comb. ined.
- Anagallis alternifolia var. tenelliformis R.Knuth = Lysimachia alternifolia (Cav.) comb. ined.
- Anagallis angustifolia Salisb. = Lysimachia monellii subsp. linifolia (L.) Peruzzi
- Anagallis angustiloba (Engl.) Engl. = Lysimachia angustiloba (Engl.) U.Manns & Anderb.
- Anagallis aquatica Erndl ex Ledeb. = Samolus valerandi subsp. valerandi
- Anagallis arabica Duby = Lysimachia arvensis subsp. arvensis
- Anagallis arvensis L. = Lysimachia arvensis subsp. arvensis
- Anagallis arvensis f. phoenicea (Gouan) H.Hara = Lysimachia arvensis subsp. arvensis
- Anagallis arvensis f. purpurea (Douie) P.D.Sell = Lysimachia arvensis subsp. arvensis
- Anagallis arvensis subsp. caerulea Hartman = Lysimachia foemina (Mill.) U.Manns & Anderb.
- Anagallis arvensis subsp. foemina (Miller) Schinz & Thell. = Lysimachia foemina (Mill.) U.Manns & Anderb.
- Anagallis arvensis subsp. latifolia (L.) Arcangeli = Lysimachia arvensis subsp. latifolia (L.) Peruzzi
- Anagallis arvensis subsp. micrantha (Gren. & Godron) P. Fourn. = Lysimachia arvensis subsp. parviflora (Hoffmanns. & Link) Peruzzi
- Anagallis arvensis subsp. parviflora (Hoffmanns. & Link) Arcangeli = Lysimachia arvensis subsp. parviflora (Hoffmanns. & Link) Peruzzi
- Anagallis arvensis subsp. phoenicea (Gouan) Vollmann = Lysimachia arvensis subsp. arvensis
- Anagallis arvensis subsp. platyphylla (Baudo) Batt. = Lysimachia arvensis subsp. platyphylla (Baudo) comb. ined.
- Anagallis arvensis var. caerulea (L.) Arechav. = Lysimachia arvensis var. caerulea (L.) Turland & Bergmeier
- Anagallis arvensis var. caerulea Gouan = Lysimachia arvensis var. caerulea (L.) Turland & Bergmeier
- Anagallis arvensis var. latifolia (L.) Lange = Lysimachia arvensis subsp. latifolia (L.) Peruzzi
- Anagallis arvensis var. micrantha Gren. & Godr. = Lysimachia arvensis subsp. parviflora (Hoffmanns. & Link) Peruzzi
- Anagallis arvensis var. phoenicea Gouan = Lysimachia arvensis subsp. arvensis
- Anagallis arvensis var. platyphylla (Baudo) Durieu = Lysimachia arvensis subsp. platyphylla (Baudo) comb. ined.
- Anagallis arvensis var. platyphylloides Pau = Lysimachia arvensis subsp. arvensis
- Anagallis arvensis var. purpurea Douie = Lysimachia arvensis subsp. arvensis
- Anagallis barbata (P. Taylor) F.K. Kupicha = Lysimachia barbata (P.Taylor) U.Manns & Anderb.
- Anagallis bella M. B. Scott = Lysimachia serpens subsp. meyeri-johannis (Engl.) comb. ined.
- Anagallis brevipes P. Taylor = Lysimachia brevipes (P.Taylor) U.Manns & Anderb.
- Anagallis caerulea L. = Lysimachia arvensis var. caerulea (L.) Turland & Bergmeier
- Anagallis caerulea Schreber = Lysimachia foemina (Mill.) U.Manns & Anderb.
- Anagallis capensis L. = Diascia capensis (L.) Britten
- Anagallis carnea Schrank = Lysimachia arvensis subsp. arvensis
- Anagallis centunculus Afzel. = Lysimachia minima (L.) U.Manns & Anderb.
- Anagallis churiensis T. C. E. Fries = Lysimachia angustiloba (Engl.) U.Manns & Anderb.
- Anagallis collina Schousboe = Lysimachia monellii subsp. monellii
- Anagallis crassifolia Thore = Lysimachia tyrrhenia U.Manns & Anderb.
- Anagallis dekindtiana Gilg ex Knuth = Lysimachia elegantula (P.Taylor) U.Manns & Anderb.
- Anagallis djalonis A. Chevalier = Lysimachia djalonis (A.Chev.) U.Manns & Anderb.
- Anagallis doerfleri Ronniger = Lysimachia doerfleri (Ronniger) Stace
- Anagallis elegantula P. Taylor = Lysimachia elegantula (P.Taylor) U.Manns & Anderb.
- Anagallis filifolia Engl. & Gilg = Lysimachia cubangensis U.Manns & Anderb.
- Anagallis filiformis Cham. & Schltdl. = Lysimachia filiformis (Cham. & Schltdl.) U.Manns & Anderb.
- Anagallis flava Houtt. = Lysimachia quadrifolia L.
- Anagallis foemina Miller = Lysimachia foemina (Mill.) U.Manns & Anderb.
- Anagallis fruticosa Vent. = Lysimachia monellii subsp. linifolia (L.) Peruzzi
- Anagallis gracilipes P. Taylor = Lysimachia gracilipes (P.Taylor) U.Manns & Anderb.
- Anagallis grandiflora Andr. = Lysimachia monellii subsp. linifolia (L.) Peruzzi
- Anagallis granvikii T. C. E. Fries = Lysimachia serpens subsp. meyeri-johannis (Engl.) comb. ined.
- Anagallis hadidii Chrtek & Osb.-Kos. = Lysimachia arvensis subsp. arvensis
- Anagallis hadidii J. Chrtek & J. Osbornová-Kosinová = Lysimachia hadidii (J. Chrtek & J. Osbornová-Kosinová) comb. ined.
- Anagallis hanningtonii Baker = Lysimachia tenuicaulis (Baker) U.Manns & Anderb.
- Anagallis hexamera P. Taylor = Lysimachia hexamera (P.Taylor) U.Manns & Anderb.
- Anagallis huerneri H. Hess = Lysimachia kochii (H.E.Hess) U.Manns & Anderb.
- Anagallis huttonii Harv. = Lysimachia huttonii (Harv.) U.Manns & Anderb.
- Anagallis indica Sweet = Lysimachia arvensis subsp. arvensis
- Anagallis iraruensis T. C. E. Fries = Lysimachia serpens subsp. meyeri-johannis (Engl.) comb. ined.
- Anagallis jacquemontii Duby = Lysimachia arvensis subsp. arvensis
- Anagallis keniensis T. C. E. Fries = Lysimachia serpens subsp. meyeri-johannis (Engl.) comb. ined.
- Anagallis kigesiensis Good = Lysimachia angustiloba (Engl.) U.Manns & Anderb.
- Anagallis kilimandscharica Knuth = Lysimachia serpens subsp. meyeri-johannis (Engl.) comb. ined.
- Anagallis kingaensis Engl. = Lysimachia kingaensis (Engl.) U.Manns & Anderb.
- Anagallis kochii H. Hess = Lysimachia kochii (H.E.Hess) U.Manns & Anderb.
- Anagallis latifolia L. = Lysimachia arvensis subsp. latifolia (L.) Peruzzi
- Anagallis linifolia L. = Lysimachia monellii subsp. linifolia (L.) Peruzzi
- Anagallis linifolia var. collina (Schousb.) Ball = Lysimachia monellii subsp. monellii
- Anagallis linifolia var. hispanica H. Lindb. = Lysimachia monellii subsp. monellii
- Anagallis linifolia var. littoralis Pamp. = Lysimachia monellii subsp. monellii
- Anagallis linifolia var. maritima Mariz = Lysimachia monellii subsp. maritima (Mariz) Carlón, M.Laínz, Moreno Mor., Rodr.Berd.
- Anagallis linifolia var. microphylla Ball = Lysimachia monellii subsp. linifolia (L.) Peruzzi
- Anagallis linifolia var. schousboei H. Lindb. = Lysimachia monellii subsp. monellii
- Anagallis mas Vill. = Lysimachia arvensis subsp. arvensis
- Anagallis meyeri Schum. = Lysimachia serpens subsp. meyeri-johannis (Engl.) comb. ined.
- Anagallis meyeri-johannis (Engl.) Engl. = Lysimachia serpens subsp. meyeri-johannis (Engl.) comb. ined.
- Anagallis micrantha T. C. E. Fries = Lysimachia serpens subsp. meyeri-johannis (Engl.) comb. ined.
- Anagallis minima (L.) E. H. L. Krause = Lysimachia minima (L.) U.Manns & Anderb.
- Anagallis monelli Bieb. = Lysimachia arvensis subsp. arvensis
- Anagallis monelli subsp. collina (Schousb.) Maire = Lysimachia monellii subsp. monellii
- Anagallis monelli var. hispanica (H. Lindb.) Jahand. & Maire = Lysimachia monellii subsp. monellii
- Anagallis monelli var. leptensis Chiov. = Lysimachia monellii subsp. monellii
- Anagallis monelli var. microphylla (Ball) Jahand. & Maire = Lysimachia monellii subsp. linifolia (L.) Peruzzi
- Anagallis monelli var. microphylla (Ball) Vasconcellos = Lysimachia monellii subsp. linifolia (L.) Peruzzi
- Anagallis monelli var. schousboei (H. Lindb.) Jahand. & Maire = Lysimachia monellii subsp. monellii
- Anagallis monelli var. speciosa Pau & Font Quer = Lysimachia monellii subsp. monellii
- Anagallis monellii L. = Lysimachia monellii subsp. monellii
- Anagallis monellii subsp. collina (Schousboe) Maire = Lysimachia monellii subsp. monellii
- Anagallis monellii subsp. linifolia (L.) Maire = Lysimachia monellii subsp. linifolia (L.) Peruzzi
- Anagallis monellii subsp. maritima (Mariz) Lainz = Lysimachia monellii subsp. maritima (Mariz) Carlón, M.Laínz, Moreno Mor., Rodr.Berd.
- Anagallis multangularis Buch.-Ham. ex Hook. fil. = Lysimachia pyramidalis Wall.
- Anagallis nemorum (L.) Büscher & G.H.Loos = Lysimachia nemorum L.
- Anagallis nummularifolia Baker = Lysimachia nummularifolia (Baker) U.Manns & Anderb.
- Anagallis nummularifolia var. humbertii M. Peltier = Lysimachia nummularifolia (Baker) U.Manns & Anderb.
- Anagallis oligantha P. Taylor = Lysimachia oligantha (P.Taylor) U.Manns & Anderb.
- Anagallis orientalis Hort. ex Fisch. Mey. & Ave-Lall. = Lysimachia arvensis subsp. arvensis
- Anagallis ovalis Ruiz & Pav. = Lysimachia ovalis (Ruiz & Pav.) U.Manns & Anderb.
- Anagallis palustris Clairv. = Lysimachia tenella L.
- Anagallis parviflora Hoffmanns. & Link = Lysimachia arvensis subsp. parviflora (Hoffmanns. & Link) Peruzzi
- Anagallis parviflora var. micrantha (Gr. & Godr.) Martinoli ex Atzei & V. Picci = Lysimachia arvensis subsp. parviflora (Hoffmanns. & Link) Peruzzi
- Anagallis pedunculata Salzm. ex Duby = Lysimachia ovalis (Ruiz & Pav.) U.Manns & Anderb.
- Anagallis peploides Baker = Lysimachia peploides (Baker) U.Manns & Anderb.
- Anagallis phelipsii Hort. ex Duby = Lysimachia monellii subsp. linifolia (L.) Peruzzi
- Anagallis phoenicea (Gouan) Scop. = Lysimachia arvensis subsp. arvensis
- Anagallis pilosa Buch.-Ham. ex D. Don = Lysimachia japonica subsp. japonica
- Anagallis platyphylla Baudo = Lysimachia arvensis subsp. platyphylla (Baudo) comb. ined.
- Anagallis pulchella Salisb. = Lysimachia arvensis subsp. arvensis
- Anagallis pulchella Welw ex Schinz = Lysimachia elegantula (P.Taylor) U.Manns & Anderb.
- Anagallis pumila Sw. = Lysimachia ovalis (Ruiz & Pav.) U.Manns & Anderb.
- Anagallis pumila var. barbata Taylor = Lysimachia barbata (P.Taylor) U.Manns & Anderb.
- Anagallis pumila var. djalonis (A. Chev.) Taylor = Lysimachia djalonis (A.Chev.) U.Manns & Anderb.
- Anagallis pumila var. natalensis Pax & Knuth = Lysimachia tenuicaulis (Baker) U.Manns & Anderb.
- Anagallis punctifolia Stokes = Lysimachia arvensis subsp. arvensis
- Anagallis pusilla Salisb. = Lysimachia minima (L.) U.Manns & Anderb.
- Anagallis quartiniana Engl. = Lysimachia serpens subsp. meyeri-johannis (Engl.) comb. ined.
- Anagallis quartiniana var. angustiloba Engl. = Lysimachia angustiloba (Engl.) U.Manns & Anderb.
- Anagallis quartiniana var. meyeri-johannis Engl. = Lysimachia serpens subsp. meyeri-johannis (Engl.) comb. ined.
- Anagallis repens DC. = Lysimachia arvensis subsp. arvensis
- Anagallis repens Pomel = Lysimachia tenella L.
- Anagallis rhodesica R. E. Fries = Lysimachia rhodesica (R.E.Fr.) U.Manns & Anderb.
- Anagallis roberti T. C. E. Fries = Lysimachia serpens subsp. meyeri-johannis (Engl.) comb. ined.
- Anagallis ruandensis Knuth & Mildbraed = Lysimachia angustiloba (Engl.) U.Manns & Anderb.
- Anagallis rubricaulis Boj. ex Duby = Lysimachia rubricaulis (Duby) U.Manns & Anderb.
- Anagallis schliebenii Knuth & Mildbr. = Lysimachia schliebenii (R.Knuth & Mildbr.) U.Manns & Anderb.
- Anagallis serpens Hochst. ex A. DC. = Lysimachia serpens subsp. serpens
- Anagallis serpens subsp. meyeri-johannis (Engl.) Taylor = Lysimachia serpens subsp. meyeri-johannis (Engl.) comb. ined.
- Anagallis serpyllifolia Dum. = Lysimachia tenella L.
- Anagallis sessilis Salzm. ex Duby = Lysimachia ovalis (Ruiz & Pav.) U.Manns & Anderb.
- Anagallis tenella (L.) L. = Lysimachia tenella L.
- Anagallis tenella f. albiflora C.Vicioso ex P.P.Ferrer & Guara = Lysimachia tenella L.
- Anagallis tenella var. ascendens A.St.-Hil. & Girard = Lysimachia filiformis (Cham. & Schltdl.) U.Manns & Anderb.
- Anagallis tenella var. filiformis (Cham. & Schltdl.) A.St.-Hil. & Girard = Lysimachia filiformis (Cham. & Schltdl.) U.Manns & Anderb.
- Anagallis tenuicaulis Baker = Lysimachia tenuicaulis (Baker) U.Manns & Anderb.
- Anagallis tsaratananae M. Peltier = Lysimachia tsaratananae (M.Peltier) U.Manns & Anderb.
- Anagallis ulugurensis Knuth = Lysimachia angustiloba (Engl.) U.Manns & Anderb.
- Anagallis uruguayensis Arech. = Lysimachia filiformis (Cham. & Schltdl.) U.Manns & Anderb.
- Anagallis verticillata All. = Lysimachia arvensis subsp. arvensis
- Anagallis willmoreana Don ex Hook. = Lysimachia monellii subsp. linifolia (L.) Peruzzi